# نادي بارباسترو
نادي بارباسترو الرياضي هو نادي كرة قدم إسباني تأسس في 2 أكتوبر عام 1934، ويقع مقره في مدينة بربشتر الواقعة في منطقة أرغون ذاتية الحكم. يُنافس الفريق الأساسي لنادي بارباسترو الرياضي خلال الموسم الحالي في الدوري الإسباني للدرجة الرابعة لكرة القدم، وتقام مباريات الفريق على ملعبه في ملعب البلدية الرياضي الواقع بمدينة بربشتر في مقاطعة الوشقة بمنطقة الأرغون، وتبلغ سعة هذا الملعب 5000 مقعدا.

## المواسم الرياضية
| كأس ملك إسبانيا | الموسم  | الدرجة | القسم                           | الترتيب           |
| --------------- | ------- | ------ | ------------------------------- | ----------------- |
|                 | 1949–50 | 4      | الدوري الإقليمي الأسباني الأول  | المركز الخامس     |
|                 | 1950–51 | 4      | الدوري الإقليمي الأسباني الأول  | المركز الرابع     |
|                 | 1951–52 | 4      | الدوري الإقليمي الأسباني الأول  | المركز العاشر     |
|                 | 1952–53 | 5      | الدوري الإقليمي الأسباني الثاني | المركز الثالث     |
|                 | 1953–54 | 4      | الدوري الإقليمي الأسباني الأول  | المركز السادس عشر |
|                 | 1954–55 | 5      | الدوري الإقليمي الأسباني الثاني | المركز السابع     |
|                 | 1955–56 | 4      | الدوري الإقليمي الأسباني الأول  | المركز السادس     |
|                 | 1956–57 | 3      | الدوري الإسباني للقسم الثالث    | المركز السابع     |
|                 | 1957–58 | 3      | الدوري الإسباني للقسم الثالث    | المركز السادس     |
|                 | 1958–59 | 3      | الدوري الإسباني للقسم الثالث    | المركز الثالث عشر |
|                 | 1959–60 | 4      | الدوري الإقليمي الأسباني الأول  | المركز الخامس     |
|                 | 1960–61 | 4      | الدوري الإقليمي الأسباني الأول  | المركز الثاني     |
|                 | 1961–62 | 3      | الدوري الإسباني للقسم الثالث    | المركز السادس     |
|                 | 1962–63 | 3      | الدوري الإسباني للقسم الثالث    | المركز الثالث عشر |
|                 | 1963–64 | 3      | الدوري الإسباني للقسم الثالث    | المركز الحادي عشر |
|                 | 1964–65 | 3      | الدوري الإسباني للقسم الثالث    | المركز الرابع     |
|                 | 1965–66 | 3      | الدوري الإسباني للقسم الثالث    | المركز الخامس     |
|                 | 1966–67 | 3      | الدوري الإسباني للقسم الثالث    | المركز السادس     |
|                 | 1967–68 | 3      | الدوري الإسباني للقسم الثالث    | المركز الرابع     |
|                 | 1968–69 | 3      | الدوري الإسباني للقسم الثالث    | المركز الحادي عشر |

| كأس ملك إسبانيا | الموسم  | الدرجة | القسم                        | الترتيب           |
| --------------- | ------- | ------ | ---------------------------- | ----------------- |
|                 | 1969–70 | 3      | الدوري الإسباني للقسم الثالث | المركز الثالث عشر |
|                 | 1970–71 | 4      | الدوري الإقليمي المفضل       | المركز الثالث     |
|                 | 1971–72 | 4      | الدوري الإقليمي المفضل       | المركز الثاني     |
|                 | 1972–73 | 4      | الدوري الإقليمي المفضل       | المركز الأول      |
|                 | 1973–74 | 3      | الدوري الإسباني للقسم الثالث | المركز السادس عشر |
|                 | 1974–75 | 4      | الدوري الإقليمي المفضل       | المركز السابع     |
|                 | 1975–76 | 4      | الدوري الإقليمي المفضل       | المركز السادس     |
|                 | 1976–77 | 4      | الدوري الإقليمي المفضل       | المركز الثامن     |
|                 | 1977–78 | 5      | الدوري الإقليمي المفضل       | المركز الرابع     |
|                 | 1978–79 | 5      | الدوري الإقليمي المفضل       | المركز السابع     |
|                 | 1979–80 | 5      | الدوري الإقليمي المفضل       | المركز السادس     |
|                 | 1980–81 | 5      | الدوري الإقليمي المفضل       | المركز الثاني     |
|                 | 1981–82 | 5      | الدوري الإقليمي المفضل       | المركز الثاني     |
|                 | 1982–83 | 5      | الدوري الإقليمي المفضل       | المركز الأول      |
|                 | 1983–84 | 4      | الدوري الإسباني للقسم الثالث | المركز التاسع     |
|                 | 1984–85 | 4      | الدوري الإسباني للقسم الثالث | المركز السابع عشر |
|                 | 1985–86 | 5      | الدوري الإقليمي المفضل       | المركز الثالث     |
|                 | 1986–87 | 4      | الدوري الإسباني للقسم الثالث | المركز الخامس     |
| الجولة الأولى   | 1987–88 | 4      | الدوري الإسباني للقسم الثالث | المركز الرابع     |
|                 | 1988–89 | 4      | الدوري الإسباني للقسم الثالث | المركز الأول      |

| كأس ملك إسبانيا | الموسم    | الدرجة | القسم                            | الترتيب        |
| --------------- | --------- | ------ | -------------------------------- | -------------- |
|                 | 1989–90   | 3      | الدوري الإسباني الدرجة الثانية ب | المركز العشرين |
| الجولة الأولى   | 1990–91   | 4      | الدوري الإسباني للقسم الثالث     | المركز الثاني  |
| الجولة الأولى   | 1991–92   | 4      | الدوري الإسباني للقسم الثالث     | المركز الثاني  |
| الجولة الأولى   | 1992–93   | 4      | الدوري الإسباني للقسم الثالث     | المركز الثالث  |
|                 | 1993–94   | 4      | الدوري الإسباني للقسم الثالث     | المركز الرابع  |
|                 | 1994–95   | 4      | الدوري الإسباني للقسم الثالث     | المركز الرابع  |
|                 | 1995–96   | 4      | الدوري الإسباني للقسم الثالث     | المركز الرابع  |
|                 | 1996–97   | 4      | الدوري الإسباني للقسم الثالث     | المركز الثاني  |
|                 | 1997–98   | 4      | الدوري الإسباني للقسم الثالث     | المركز السادس  |
|                 | 1998–99   | 4      | الدوري الإسباني للقسم الثالث     | المركز الرابع  |
|                 | 1999–2000 | 4      | الدوري الإسباني للقسم الثالث     | المركز الرابع  |
|                 | 2000–01   | 4      | الدوري الإسباني للقسم الثالث     | المركز التاسع  |
|                 | 2001–02   | 4      | الدوري الإسباني للقسم الثالث     | المركز السادس  |
|                 | 2002–03   | 4      | الدوري الإسباني للقسم الثالث     | المركز الرابع  |
|                 | 2003–04   | 4      | الدوري الإسباني للقسم الثالث     | المركز السادس  |
|                 | 2004–05   | 4      | الدوري الإسباني للقسم الثالث     | المركز الأول   |
| الجولة الأولى   | 2005–06   | 4      | الدوري الإسباني للقسم الثالث     | المركز الثاني  |
| الجولة الثانية  | 2006–07   | 3      | الدوري الإسباني الدرجة الثانية ب | المركز العشرين |
|                 | 2007–08   | 4      | الدوري الإسباني للقسم الثالث     | المركز الثاني  |
|                 | 2008–09   | 4      | الدوري الإسباني للقسم الثالث     | المركز التاسع  |

| كأس ملك إسبانيا | الموسم  | الدرجة | القسم                          | الترتيب                      |
| --------------- | ------- | ------ | ------------------------------ | ---------------------------- |
|                 | 2009–10 | 4      | الدوري الإسباني للقسم الثالث   | المركز الثالث عشر            |
|                 | 2010–11 | 4      | الدوري الإسباني للقسم الثالث   | المركز السادس                |
|                 | 2011–12 | 4      | الدوري الإسباني للقسم الثالث   | المركز العاشر                |
|                 | 2012–13 | 4      | الدوري الإسباني للقسم الثالث   | المركز الخامس عشر            |
|                 | 2013–14 | 4      | الدوري الإسباني للقسم الثالث   | المركز التاسع                |
|                 | 2014–15 | 4      | الدوري الإسباني للقسم الثالث   | المركز العشرين               |
|                 | 2015–16 | 5      | الدوري الإقليمي المفضل         | المركز الثالث عشر            |
|                 | 2016–17 | 5      | الدوري الإقليمي المفضل         | المركز السادس                |
|                 | 2017–18 | 5      | الدوري الإقليمي المفضل         | المركز السادس                |
|                 | 2018–19 | 5      | الدوري الإقليمي المفضل         | المركز الثاني                |
|                 | 2019–20 | 4      | الدوري الإسباني للقسم الثالث   | المركز الحادي عشر            |
|                 | 2020–21 | 4      | الدوري الإسباني للقسم الثالث   | المركز الرابع / المركز الأول |
|                 | 2021–22 | 5      | الدوري الإسباني الدرجة الخامسة | المركز الثامن                |
|                 | 2022–23 | 5      | الدوري الإسباني الدرجة الخامسة | 2nd                          |
| الدور التمهيدي  | 2023–24 | 4      | الدوري الإسباني الدرجة الرابعة | المركز الثامن                |
| الدور التمهيدي  | 2024–25 | 4      | الدوري الإسباني الدرجة الرابعة |                              |

## اللاعبين المشاهير
- سيرجيو باريلا
- فرانسيسكو خوسيه بوريغو
- ميغيل ليناريس
- خوسيه أنطونيو ميتولا
- إدواردو نافارو